# Bakersfield (Californië)
Bakersfield is een stad in de Amerikaanse staat Californië in het zuiden van de San Joaquin Valley. Bestuurlijk gezien valt de stad onder Kern County, waarvan Bakersfield ook de hoofdplaats (county seat) is. Bakersfield telde naar schatting 363.630 inwoners in 2013 op een landoppervlakte van 368,2 km², waarmee de bevolkingsdichtheid ongeveer 988 inwoners per vierkante kilometer bedroeg. Het was daarmee naar inwoneraantal de 52e stad van het land en de negende stad van de staat. Na Fresno is het de grootste stad van de San Joaquin Valley.
De winning van aardolie uit de omliggende olievelden en de landbouw zijn belangrijk geweest voor de ontwikkeling van Bakersfield en vormen nog steeds een bron van inkomsten. Kern County produceert van alle county's in Californië namelijk de meeste olie (2006) en is na Fresno County de grootste landbouwproducent (2012).

## Naam
Bakersfield is genoemd naar Thomas Baker, die tijdens de goldrush in de jaren 1850 naar Californië trok. In 1863 vestigde hij zich aan de Kern op de huidige plek van de stad. Baker begon hier op een veld luzerne te verbouwen en de plaats kwam bekend te staan als Baker's Field. Voor die tijd heette het gebied Kern Island, naar de ligging in de Kern.

## Geografie

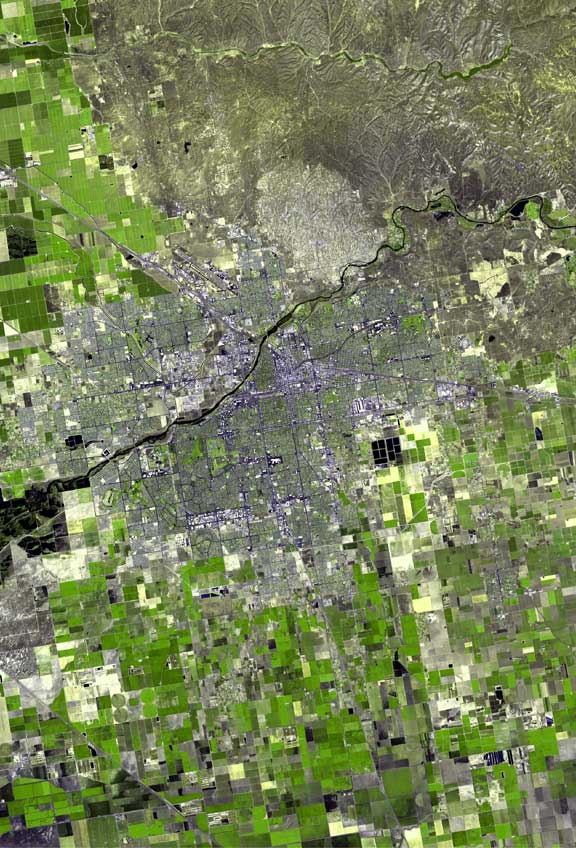
Satellietfoto van Bakersfield

De stad is gelegen in het zuiden van de vlakke argrarische San Joaquin Valley, het zuidelijk deel van de Central Valley, aan de rivier de Kern op 123 m boven zeeniveau. Het ligt halverwege Los Angeles en Fresno. Bakersfield wordt in het oosten, zuiden en westen op enige afstand omgeven door bergen; ten oosten bevinden zich de Greenhorn Mountains, ten zuiden de Tehachapi Mountains en ten westen Temblor Range. De stad beslaat een totale oppervlakte van zo'n 371,9 km², waarvan 3,7 km² (bijna 1%) water is.

### Klimaat
Bakersfield heeft een warm woestijnklimaat, een zogenaamd BWh-klimaat volgens de klimaatclassificatie van Köppen, met een gemiddelde jaarlijkse temperatuur van 18,4°C. Januari en december zijn de koudste maanden met gemiddelde temperaturen net onder de 9°C, terwijl juli de warmste maand is met gemiddeld bijna 29°C. Jaarlijks valt er 164,3 mm neerslag, waarvan het merendeel in de wintermaanden.
| Maand                       | jan  | feb  | mrt  | apr  | mei  | jun  | jul  | aug  | sep  | okt  | nov  | dec  | Jaar  |
| --------------------------- | ---- | ---- | ---- | ---- | ---- | ---- | ---- | ---- | ---- | ---- | ---- | ---- | ----- |
| Gemiddeld maximum (°C)      | 13,4 | 17,1 | 20,4 | 23,9 | 28,6 | 32,7 | 36,2 | 35,4 | 32,2 | 26,3 | 18,7 | 13,7 | 24,9  |
| Gemiddelde temperatuur (°C) | 8,8  | 11,4 | 14,2 | 17,0 | 21,4 | 25,3 | 28,8 | 28,0 | 25,0 | 19,6 | 12,8 | 8,8  | 18,4  |
| Gemiddeld minimum (°C)      | 4,1  | 5,8  | 8,1  | 10,1 | 14,2 | 17,9 | 21,4 | 20,6 | 17,8 | 12,8 | 7,0  | 3,9  | 12,0  |
|                             |      |      |      |      |      |      |      |      |      |      |      |      |       |
| Neerslag (mm)               | 29,5 | 31,5 | 30,7 | 13,2 | 4,6  | 2,0  | 0,0  | 1,0  | 2,0  | 7,6  | 16,3 | 25,9 | 164,3 |
| Bron: NOAA (1981-2010)      |      |      |      |      |      |      |      |      |      |      |      |      |       |

## Demografie
Bakersfield telde in 2013 naar schatting 363.630 inwoners waarmee het de 52ste stad van de Verenigde Staten was achter New Orleans en voor Tampa en de negende stad van Californië achter Oakland en voor Anaheim. Het is de grootste plaats van het gelijknamige metropolitan statistical area, een soort agglomeratie, dat samenvalt met Kern County. Bij de volkstelling in 2010 werd de bevolking vastgesteld op 347.483 personen; in die drie jaar tijd is de bevolking dus met 4,6% toegenomen en ten opzichte van 2000, in dertien jaar tijd, met 47,2%, want toen bedroeg de bevolking 247.057 personen.
In 2010 was de mediane leeftijd 29 jaar. 8,4% van de bevolking was ouder dan 65 en 27,9% jonger dan 16. De rassensamenstelling was toen als volgt; meer dan de helft (56,8%) van de bevolking was blank, 8,2% zwart of Afro-Amerikaans, 6,2% Aziatisch, 1,4% indiaans, 0,1% afkomstig van de eilanden in de Grote Oceaan, 22,4% behoorde tot een ander ras en 4,9% tot meerdere rassen. Hispanics of latino's vormen 45,5% van de bevolking, waarvan de meeste uit Mexico komen. Zij worden door het U.S. Census Bureau niet als apart ras gezien en kunnen onder elk van bovengenoemde rassen vallen.

## Onderwijs
De California State University - Bakersfield heeft haar hoofdcampus in de stad. Daarnaast zijn er enkele andere instellingen voor hoger onderwijs met een campus of afdeling in Bakersfield.

## Plaatsen in de nabije omgeving
De onderstaande figuur toont nabijgelegen plaatsen in een straal van 32 km rond Bakersfield.

## Stedenbanden
Bakersfield heeft stedenbanden met een aantal andere steden. Deze banden worden niet onderhouden door de City of Bakersfield zelf, maar door een aparte organisatie. Hieronder volgt het alfabetisch overzicht:
- Amritsar (India), sinds 2011
- Bucheon (Zuid-Korea), sinds 2006
- Cixi (China), sinds 1996
- Minsk (Wit-Rusland), sinds 1995
- Santiago de Querétaro (Mexico), sinds 2005
- Wakayama (Japan), sinds 1961

## Geboren in Bakersfield
- Sigrid Valdis (1935–2007), actrice
- Merle Haggard (1937), country-zanger
- Robert Beltran (1953), acteur
- Kevin McCarthy (1965), republikeins politicus
- Peter Woodring (1968), voetballer
- Brock Marion (1970), Americanfootballspeler
- Jonathan Davis (1971), zanger
- Derek Mears (1972), acteur en stuntman
- Ricardo Salazar (1972), voetbalscheidsrechter
- Kelli Garner (1984), actrice
- Larsen Jensen (1985), zwemmer
- Steve Purdy (1985), voetballer
- Derek Webster (1981), acteur

De metalband Korn werd in Bakersfield opgericht.